# Amilly (Eure-et-Loir)
Amilly település Franciaországban, Eure-et-Loir megyében. Lakosainak száma 1823 fő (2022. január 1.). Amilly Saint-Aubin-des-Bois, Bailleau-l’Évêque, Mainvilliers, Lucé, Fontenay-sur-Eure, Saint-Georges-sur-Eure és Cintray községekkel határos.

## Népesség
A település népességének változása:
| Lakosok száma | 676  | 1779 | 2098 | 1904 | 1856 | 1831 | 1842 | 1825 | 1809 | 1823 |
|               | 1968 | 1982 | 1990 | 2006 | 2013 | 2015 | 2017 | 2019 | 2020 | 2022 |